# روبن كيهوين
روبن خوان كيهوين بيرنال وُلد في 25 أبريل 1980، هو سياسي أمريكي وعضو سابق في مجلس النواب الأمريكي عن المقاطعة الرابعة في ولاية نيفادا، حيث خدم منذ عام 2017 حتى عام 2019. كان عضوًا في الحزب الديمقراطي، وسبق له أن كان عضوًا في مجلس الشيوخ في ولاية نيفادا من عام 2006 حتى عام 2016. وكان أول فرد لاتيني في ولاية نيفادا يمثل الولاية في مجلس النواب الأمريكي. ووصف كيهوين نفسه بأنه أول "حلم" يُتتخب إلى الكونغرس. في ديسمبر 2017، دعت زعيمة الأقلية في مجلس النواب نانسي بيلوسي كيهوين إلى الاستقالة ردًا على اتهامات بالتحرش الجنسي طرحتها موظفة ضده في حملته الانتخابية، وفقًا لتقرير نشرته بزفيد. رفض كيهوين الاستقالة، ولكنه لم يترشح لإعادة انتخابه في عام 2018.

## النشأة والتعليم

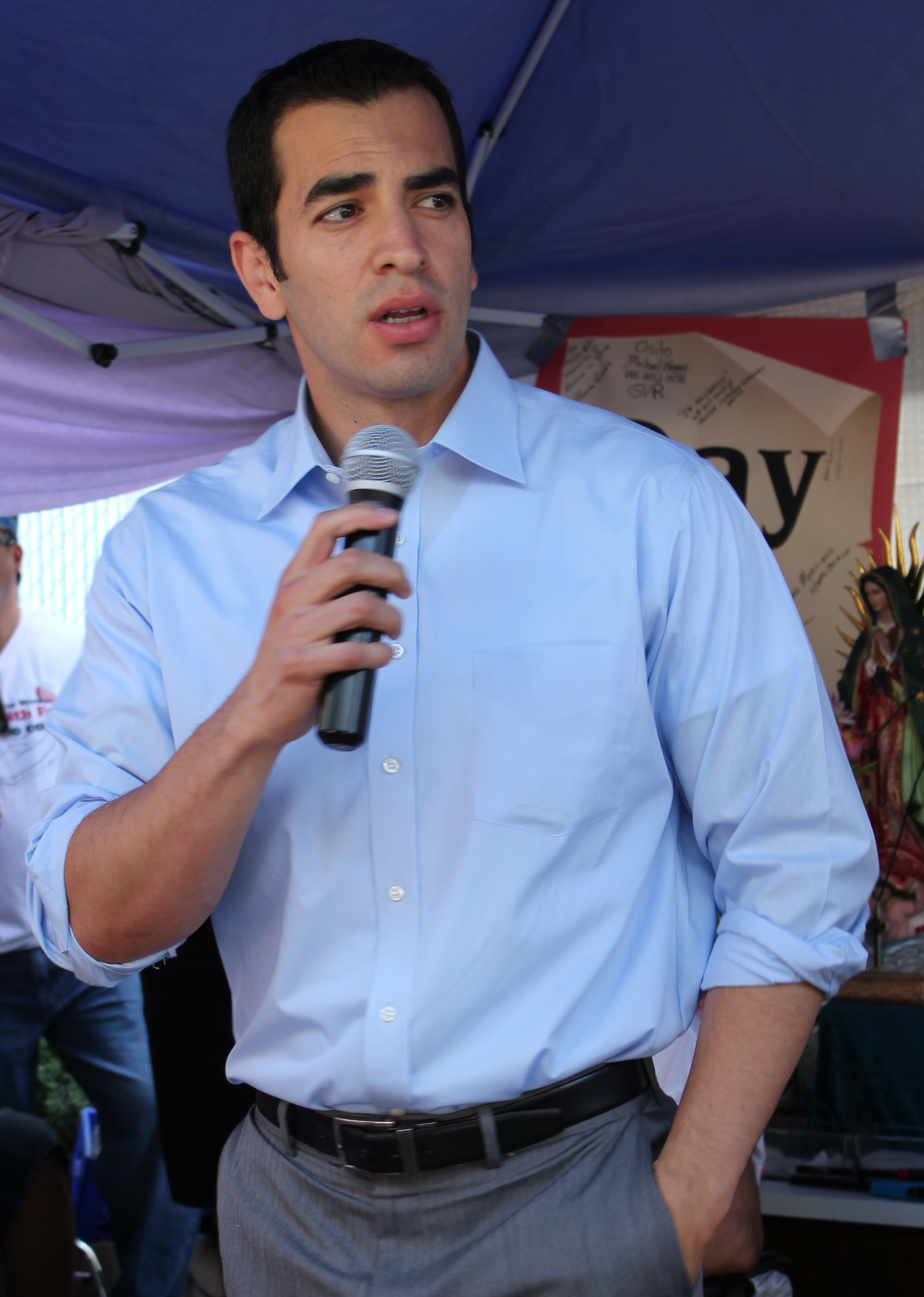
كيهوين في 2012

ولد روبين خيوين برنال في غوادالاخارا، المكسيك. انتقلت عائلته إلى الولايات المتحدة في عام 1988. كان جده هو مهاجر إلى المكسيك من لبنان تزوج مكسيكية أصلية. وكان والده، أرماندو خيوين، عاملا في مقاطعة أورانج في ولاية كاليفورنيا قبل الانتقال إلى لاس فيغاس في العقد التاسع من القرن التاسع عشر ليصبح مدرسًا في مدرسة متوسطة في العلوم.
التحق خيوين بمدرسة رانشو الثانوية وتم اختياره كـ "لاعب كرة القدم للعام" في نيفادا للفترة من 1997 إلى 1998. تخرج روبين من جامعة نيفادا في لاس فيغاس بدرجة البكالوريوس في التربية. خلال فترة دراسته في المدرسة الثانوية والجامعة، عمل متطوعًا في حملات السيناتور هاري ريد، وحاكم فيرجينيا مارك وارنر، وعمدة هيوستن لي براون. حتى عام 2011، كان خيوين مسجلًا في برنامج الماجستير في إدارة الأعمال العامة في جامعة أوكلاهوما.

## بداية المسار المهني
في عام 2002، أصبح روبين خيوين مديرًا مساعدًا لصالح الحزب الديمقراطي في ولاية نيفادا. ثم شغل منصب ممثل إقليمي لزعيم الأغلبية في مجلس الشيوخ، هاري ريد. بعد ذلك، عمل مُجنِّدًا للطلاب ومستشار أكاديمي لكلية جنوب نيفادا (CSN). كما كان عضوًا سابقًا في لجنة تنمية المجتمع في مقاطعة كلارك ولجنة مستشاري مواطني شمال لاس فيغاس.

## التاريخ الانتخابي
| حزب           | حزب           | مرشح          | الأصوات | %     |
| ------------- | ------------- | ------------- | ------- | ----- |
|               | ديمقراطي      | روبن كيهوين   | 12,221  | 39.9  |
|               | ديمقراطي      | لوسي فلوريس   | 7,854   | 25.7  |
|               | ديمقراطي      | سوزي لي       | 6,407   | 21.0  |
|               | ديمقراطي      | مورس أربيري   | 1,902   | 6.2   |
|               | ديمقراطي      | رودني سميث    | 869     | 2.8   |
|               | ديمقراطي      | مايك شيفر     | 773     | 2.5   |
|               | ديمقراطي      | دان رول       | 336     | 1.1   |
|               | ديمقراطي      | براندون كاسوت | 240     | 0.8   |
| مجموع الأصوات | مجموع الأصوات | مجموع الأصوات | 30,602  | 100.0 |

| حزب           | حزب                             | مرشح                 | الأصوات | %     |
| ------------- | ------------------------------- | -------------------- | ------- | ----- |
|               | ديمقراطي                        | روبن كيهوين          | 128,985 | 48.6  |
|               | جمهوري                          | كريسنت هاردي (حاليًا) | 118,328 | 44.5  |
|               | التحرري                         | ستيف براون           | 10,206  | 3.8   |
|               | الحزب الأمريكي المستقل (نيفادا) | مايك ليتل            | 8,327   | 3.1   |
| مجموع الأصوات | مجموع الأصوات                   | مجموع الأصوات        | 265,846 | 100.0 |

| مرشح           | مرشح           | الأصوات | %     |
| -------------- | -------------- | ------- | ----- |
| أوليفيا دياز   | أوليفيا دياز   | 1,016   | 33.15 |
| ميليسا كلاري   | ميليسا كلاري   | 866     | 28.25 |
| روبن كيهوين    | روبن كيهوين    | 861     | 28.09 |
| ديفيد أ. لوبيز | ديفيد أ. لوبيز | 102     | 3.33  |
| شون مونيهام    | شون مونيهام    | 90      | 2.94  |
| آرون باوتيستا  | آرون باوتيستا  | 71      | 2.32  |
| مينجو كولاسو   | مينجو كولاسو   | 59      | 1.92  |
| مجموع الأصوات  | مجموع الأصوات  | 3,065   | 100   |